# 로자 보뇌르
로자 보뇌르(Rosa Bonheur, 1822년 3월 16일~1899년 5월 25일)는 마리 로잘리 보뇌르(Marie-Rosalie Bonheur)라는 이름으로 태어난 프랑스 예술가로 동물 화가이자 조각가로 사실주의적 회화로 잘 알려져 있다. 가장 잘 알려진 그림으로 1848년 살롱 파리에서 처음 공개되었고 현재는 오르세 미술관에 소장된 Ploughing in the Nivernais과 1853년 살롱에 전시되고(1855년 종료) 메트로폴리탄 미술관에 소장된 말 시장 (프랑스: Le marche aux chevaux)이 있다. 19세기의 가장 유명한 여성 화가로 널리 받아들여진다.

## 유년기 발달과 예술 훈련
1822년 3월 16일 지롱드주 보르도에서 예술가 가족의 첫째로 태어났다. 피아노 교사였던 소피 보뇌르(née Marquis)는 로자가 열 한 살 때 사망했다. 풍경화와 초상화 화가였던 아버지 오스카-레이몬드 보뇌르는 딸의 예술적 재능을 격려했다 남성과 함께 여성의 교육을 장려하는 생시몽주의를 따르는 기독교-사회주의 종파 가풍에 따라 교육받았다. 로자 보뇌르의 형제 자매로 동물화가 오귀스트 보뇌르와 줄리엣 보뇌르, 동물 조각가 이시도로스 쥘 보뇌르가 있다. 프랜시스 골턴은 1896년 에세이 Hereditary Genius에서 보뇌르 가족을 천재성 유전의 예시로 들었다.
로자 보뢰르는 6세이던 1828년에 어머니와 형제 자매와 함께 파리로 이주했는데, 아버지는 주거지와 수입원을 마련하기 위해 앞서 이주했다. 로자는 다루기 어려운 아이로 읽기를 배우는데 어려움을 겪었으나, 말하기도 전에 몇시간씩 종이와 연필로 스케치를 하기도 했다. 어머니는 알파벳마다 다른 동물을 선택해서 그리게 하는 방식으로 읽기와 쓰기를 가르쳤다. 로자는 자신의 동물 그리기에 대한 애정이 어머니와 읽기 수업 덕분이라고 말했다.
로자는 학교에서 종종 갈등을 빚어 여러 학교에서 퇴학당했다. 열 두 살에 재봉사 도제가 되려던 시도가 실패한 후 아버지가 화가로 훈련시키기 시작했다. 로자의 아버지는 살아있는 동물을 가족 스튜디오에 데려와서, 동물 그리기에 대한 흥미를 추구할 수 있도록 했다.

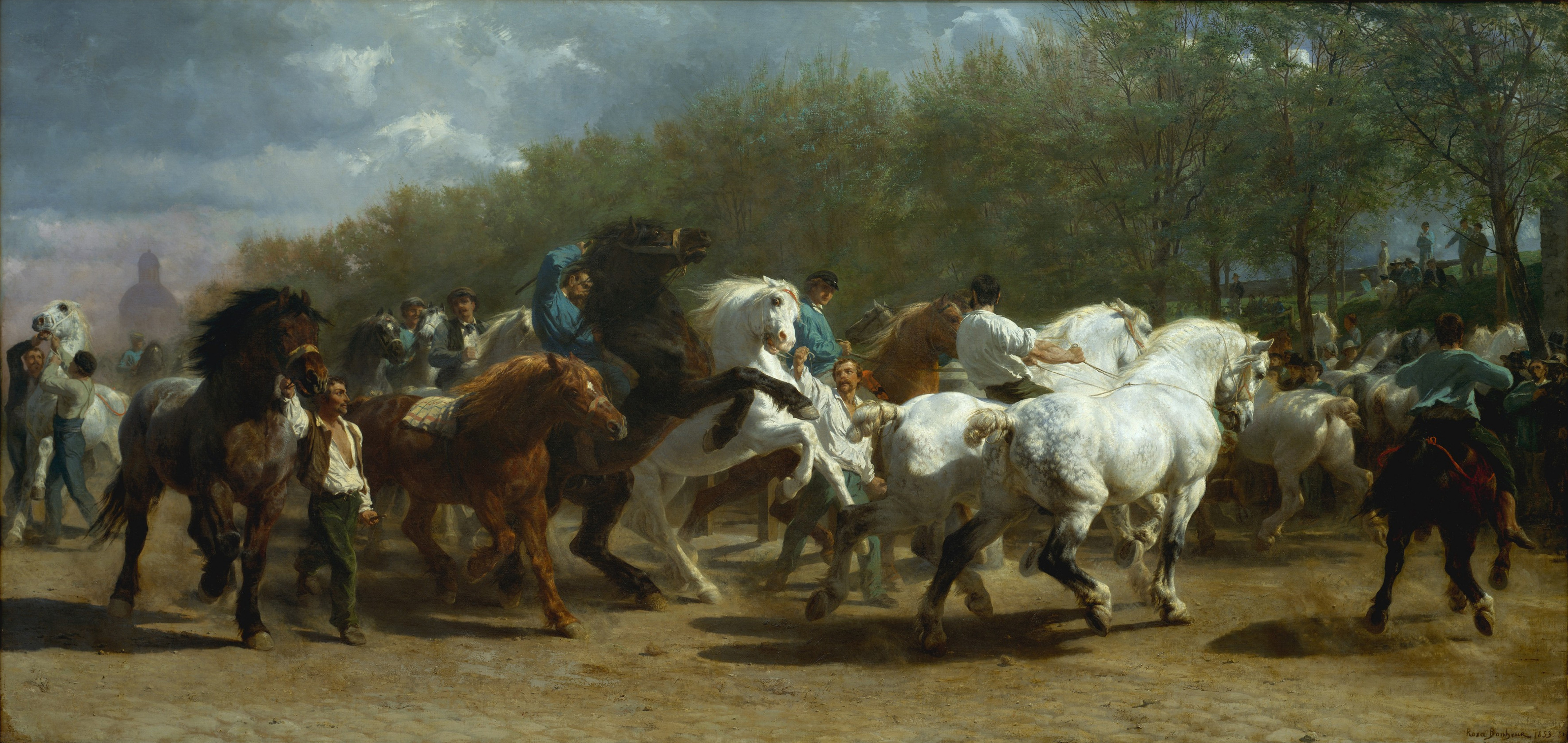
말 시장 (1852-55; 메트로폴리탄 미술관)

전통적인 예술학교 교육과정을 거친 후에는, 드로잉 책의 이미지를 모방하거나 석고 모델을 스케치하는 방식으로 훈련하기 시작했다. 말, 양, 소, 염소, 토끼를 포함한 가축 외에 파리 근교 목초지, 르발루아페레 근처의 오픈 필드와 당시 야생 상태였던 불로뉴 숲의 다른 동물의 습작을 그렸다. 열네살부터는 루브르 박물관에서 모작을 시작했다. 가장 좋아한 화가인 니콜라스 푸생과 페테르 파울 루벤스 외에도 파울루스 포테르, 프란스 포르부스 2세, 루이 레오폴 로베르, 살바토르 로사, 카렐 뒤자르댕의 작품도 모사했다.
파리의 도살장과 알포르 국립 수의 학교에서 동물을 해부하며 동물의 해부학 및 골학을 공부했다. 여기서 준비한 세밀한 습작은 이후 회화와 조각 작품에 참조로 사용했다. 이 기간 동안 비교 해부학자 및 동물학자인 에티엔 조프루아 생틸레르와 그의 아들 이시도르 조프루아 생틸레르와 친분을 맺었다.

## 초기 성공

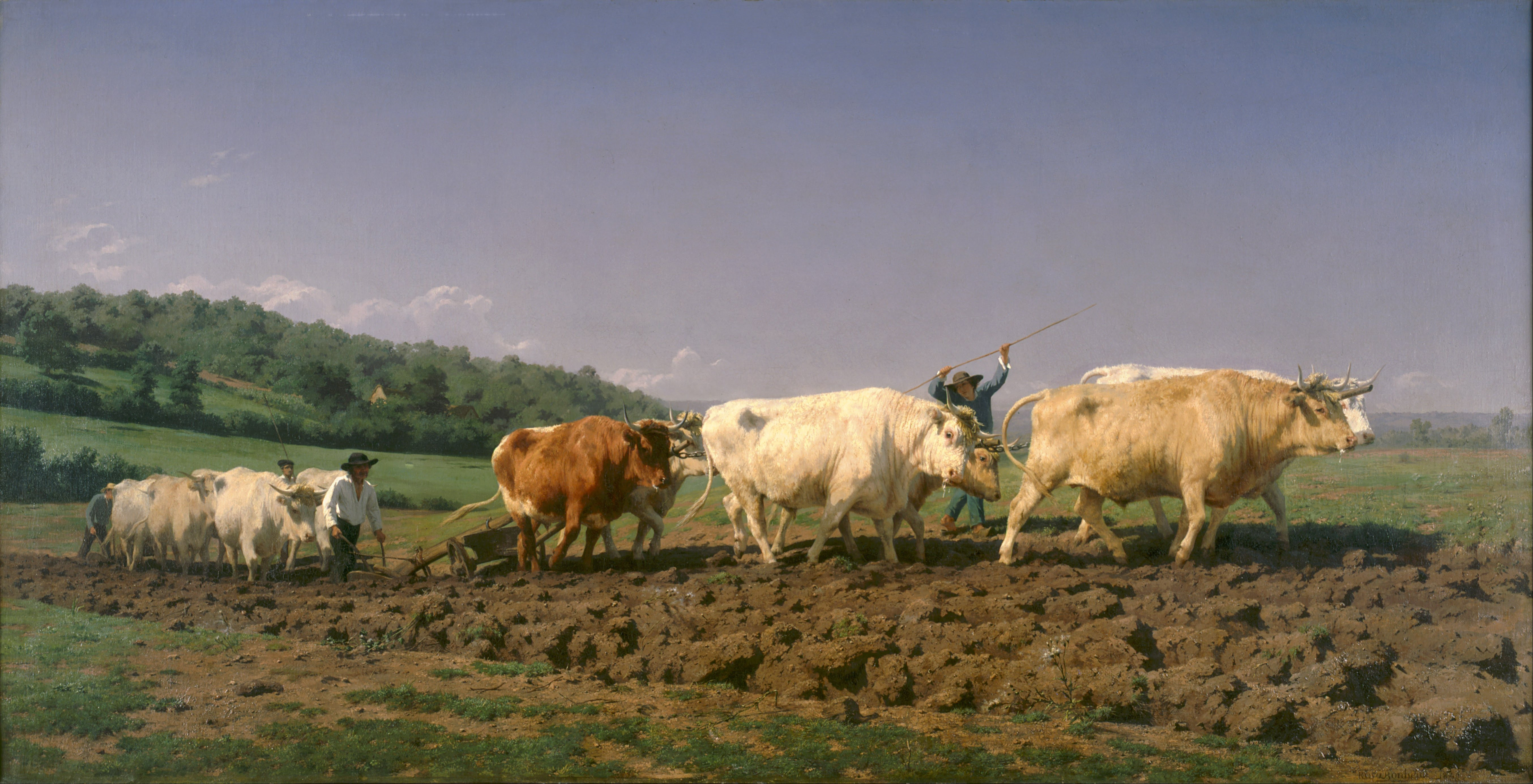
Ploughing in the Nivernais, 오르세 미술관

프랑스 정부가 의뢰한 Ploughing in the Nivernais는 로자의 첫번째 성공작으로 1849년에 전시되었고 현재는 오르세 미술관에서 소장되어있다. 가장 유명하고 기념비적인 작품인 말 시장은 높이 8피트에 6피트 너비로 1855년에 완성되었다. 말 시장은 살페트리에르 병원 근처의 로피탈 대로에서 열린 파리의 말 시장을 묘사하고 있다. 축소된 버전이 런던 내셔널 갤러리에 있다. 이 작품의 성공은 국제적 명성과 인정으로 이어져 같은 해 스코틀랜드를 여행할 때 로자의 작품에 감탄한 빅토리아 여왕을 만나기도 했다. 스코틀랜드에서 1859년 완성한 Highland Shepherd와 1890년에 완성한 A Scottish Raid을 포함한 후속 작품들의 스케치를 완성하기도 했다.

조국인 프랑스보다 영국에서 더 많은 인기를 얻었지만 1865년 외제니 드 몽티조가 수여한 레지옹 도뇌르 훈장을 받았다. 로자 보뇌르는 여성 예술가로서 최초로 레지옹 도뇌르 훈장을 받았다.

## 후원과 작품 시장

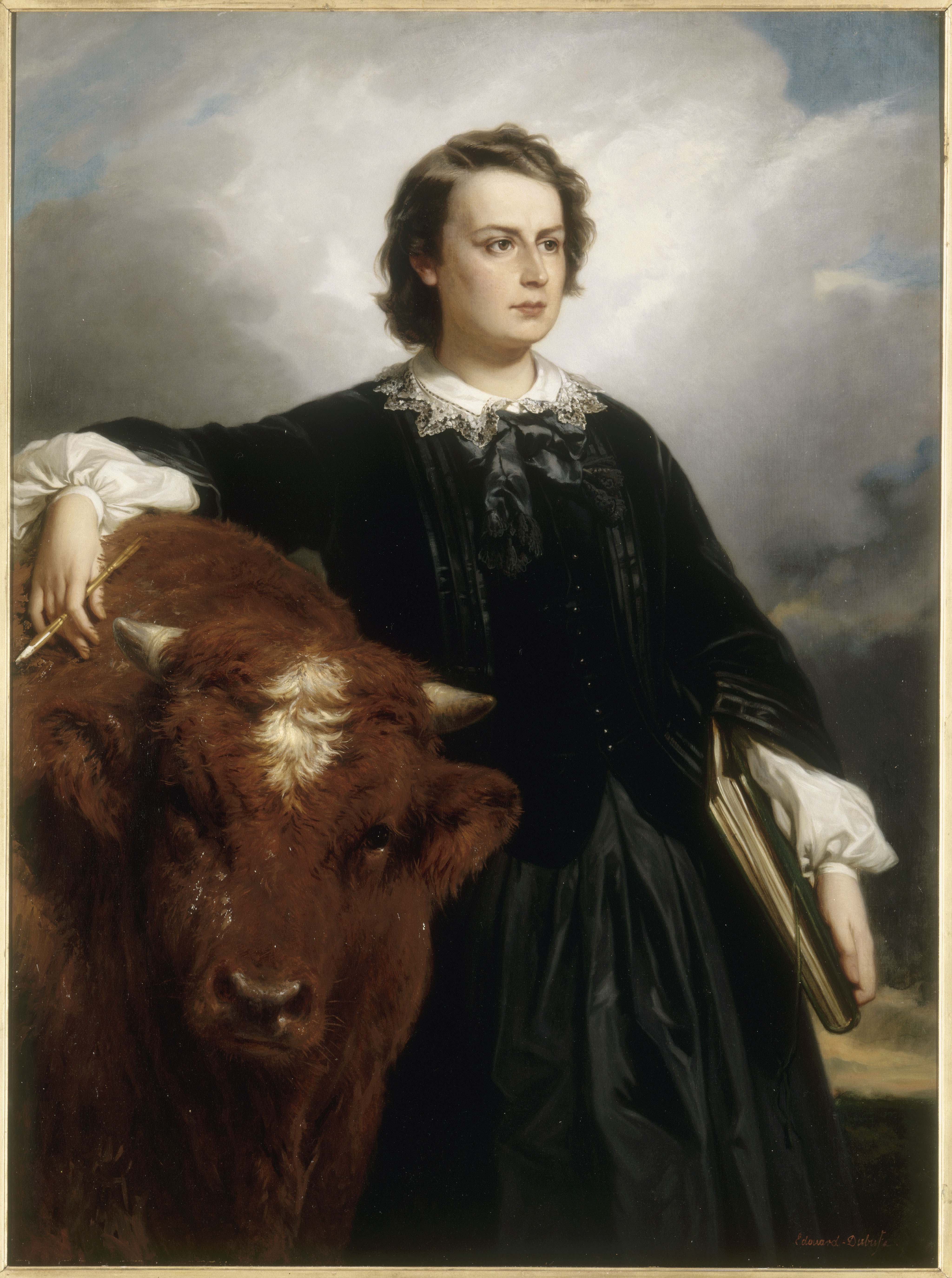
데두아르 루이 두뷔프가 그린 로자 보뇌르의 초상화 1857년작. 동물화가로의 작품 활동을 상징하는 황소와 함께 그려졌다.

미술상인 Ernest Gambart(1814-1902)가 대리인으로 활동하며 1855년에 보뇌르를 영국으로 불러왔고 작품의 복제권을 구매했다. 보뇌르 작품의 많은 판화가 당시 최고의 판화가 중 하나였던 Charles George Lewis(1808-1880)의 복제작업으로 만들어졌다.
1859년에 상업적 성공 덕분에 파리에서 멀지 않은 퐁텐블로 숲 근처 비by라는 마을로 이사해서 여생을 살았다. 상당 수준의 재건축을 거쳤고 동물 모델을 위한 우리도 있었다. 현재는 보노르에 헌정된 박물관으로 운영되고 있다.

## 사생활과 레거시
여성은 마지 못해 예술가로 교육받던 시대에 상당 수준의 성공을 거둔 예술가가 되면서 그녀의 뒤를 따르는 여성 예술가들에게 문을 열어주었다.
보뇌르는 19세기의 "신여성"으로 볼 수 있다. 남성의 옷을 입는 것으로 알려졌는데, 보뇌르는 상당히 공개적인 레즈비언으로 첫 번째 파트너 나탈리 미카와 미카가 죽기전까지 40년 이상 함께 살았다. 이후에는 미국의 화가 안나 엘리자베스 클럼크와 연인 관계를 맺었다. 레즈비언 섹스가 정신이상으로 여겨지던 시대에 자신의 사생활에 대한 솔직함은 획기적이었다.

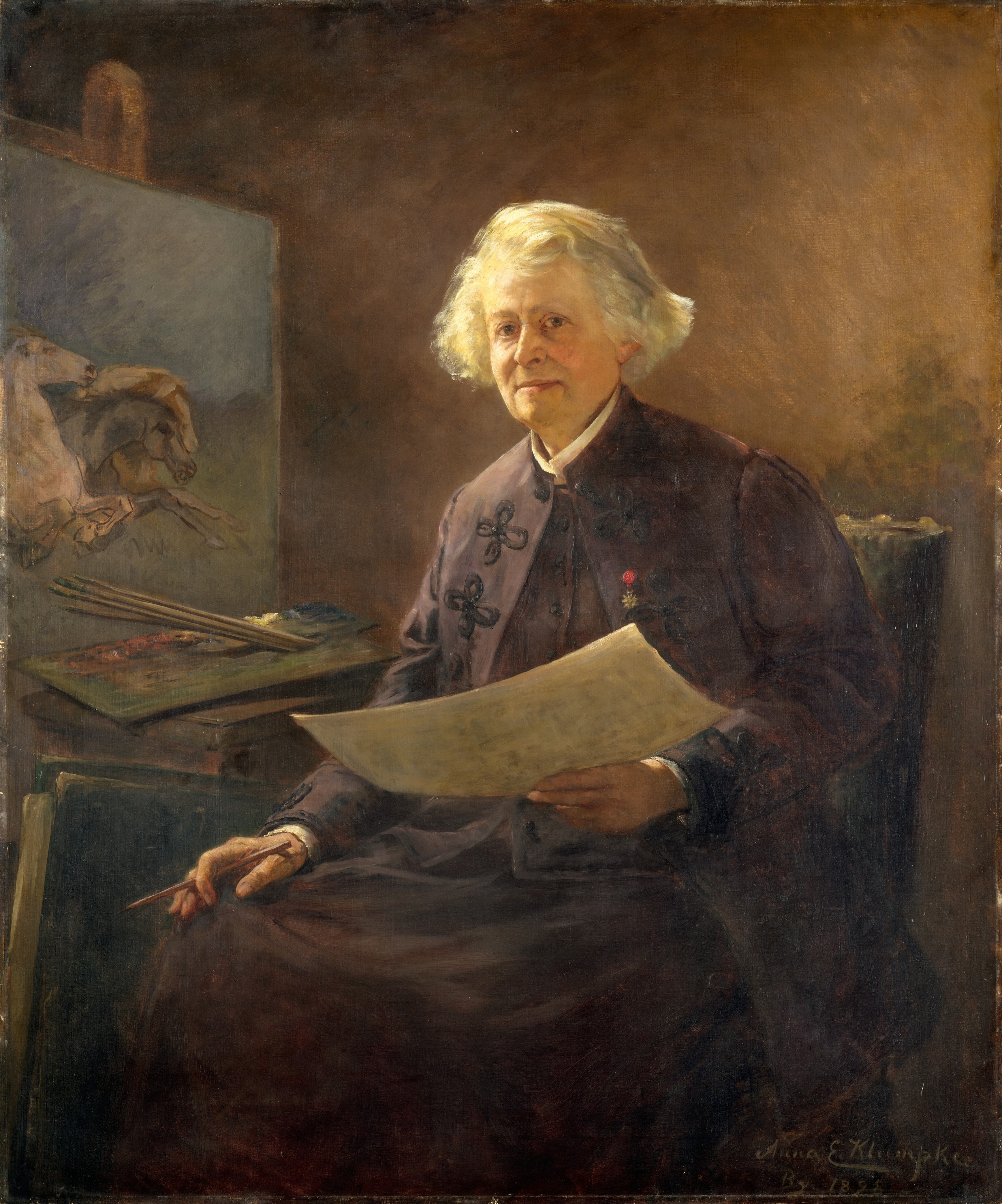

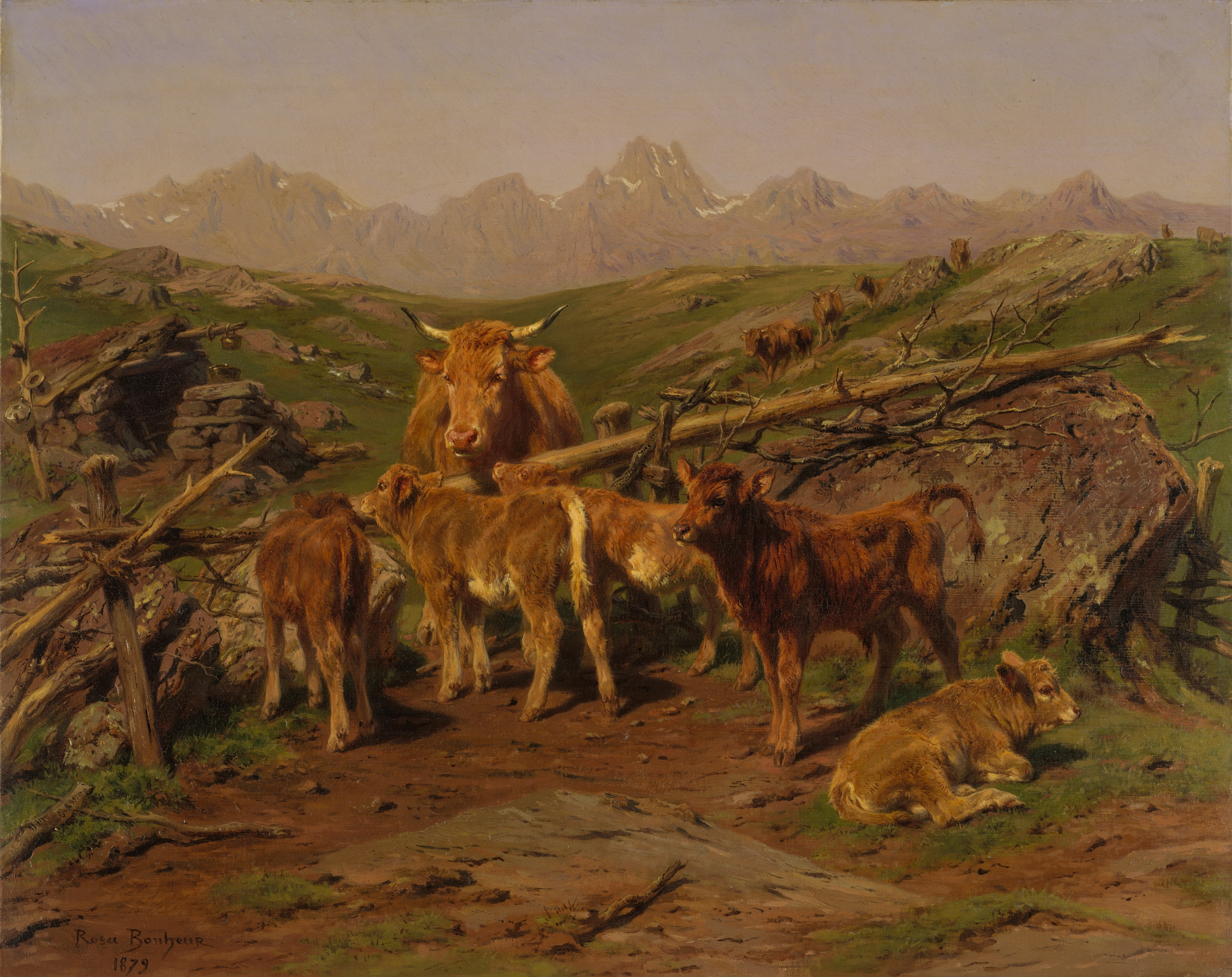
Weaning the Calves,1879

일생동안 두 명의 여성 파트너가 있었는데, 첫 번째 파트너와는 함께 성장해서 40년 이상 함께 살았으며, 두 번째 파트너는 첫 번째 파트너의 사망 후에 받아들였다. 보뇌르는 남성의 전유물로 여겨졌던 사냥이나 흡연에서 즐거움을 얻었으나 여성성을 남성이 제공하거나 경험할 수 있는 그 어떤 것보다 뛰어나다고 여겼다. 남성을 어리석은 존재로 여겼고 자신이 관심을 갖는 남성은 자신이 그리는 황소 뿐이라고 언급하기도 했다.
회화에 있어 절대 남성의 보조가 되지 않겠다고 결심하고 스스로 경영자가 되어 자신과 자신의 여성 파트너에게 의지했다. 파트너들이 가정 생활에 집중하는동안 경제적 가장으로 그림에 집중했다. 보뇌르의 선례는 사회가 제안하는 생활 방식을 원치 않는 다른 레즈비언 예술가들에게 길을 열어주었다.
보뇌르는 1899년 5월 25일 77세의 나이에 퐁텐플로에서 사망했다. 평생의 동반자 나탈리 미카(1824년–1889년 6월 24일)와 함께 페르 라쉐즈 공동묘지에 묻혔고 클럼크도 나중에 함께 묻혔다. 공개되지 않았던 다수의 회화 작품이 1900년 프랑스 경매에서 판매되었다. 작품 중 하나인 Monarchs of the Forest는 2008년 미화 200,000달러를 조금 넘는 금액에 판매되었다.

## 작품 연대

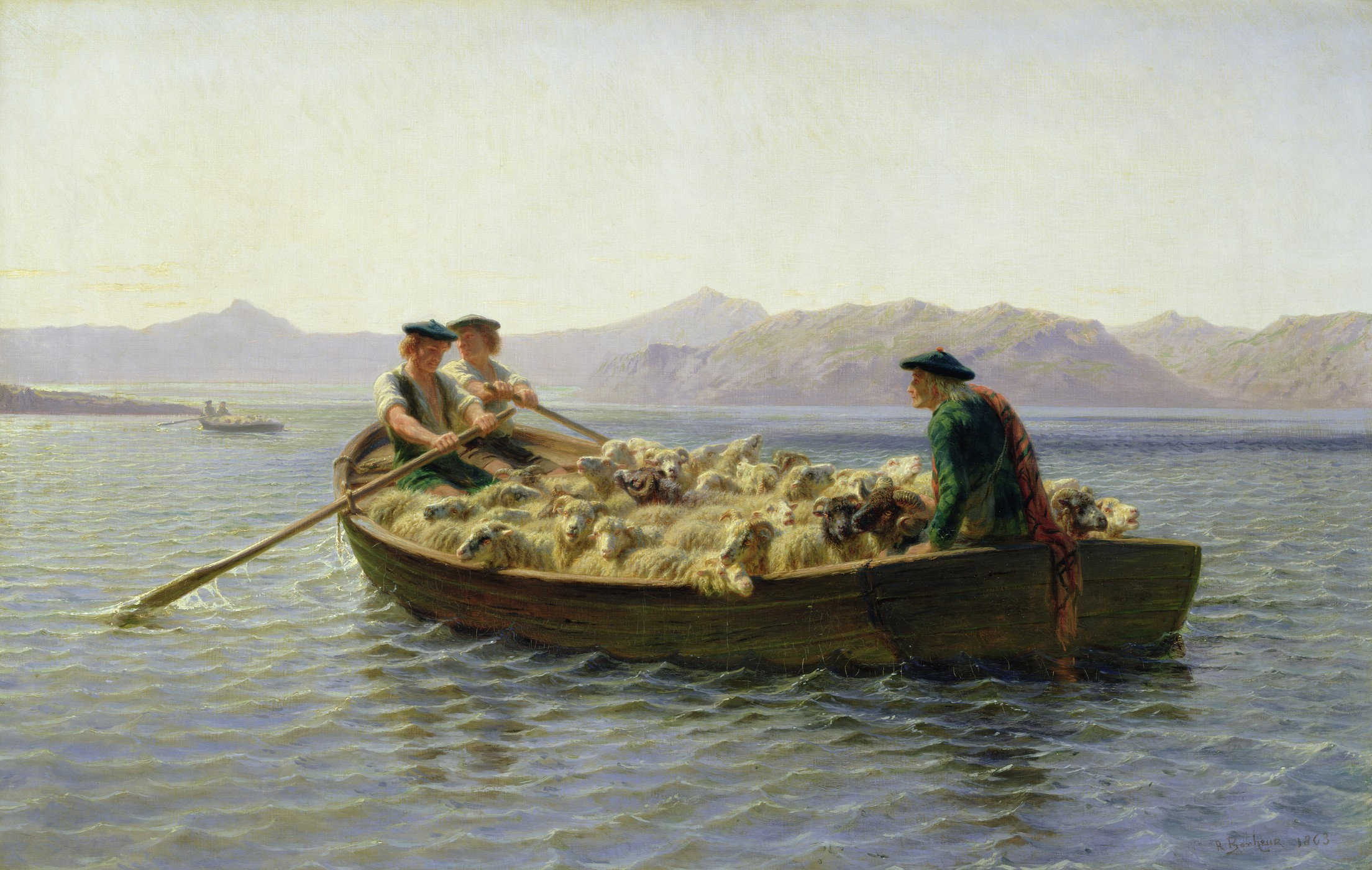
Changement de pâturages 1868

- 니베르네의 쟁기질Ploughing in the Nivernais, 1849
- 말 시장The Horse Fair, 1852–55
- 고원의 양치기The Highland Shepherd, 1859
- A Family of Deer, 1865
- Changing meadows (Changement de pâturages), 1868
- Spanish muleteers crossing the Pyrenees (Muletiers espagnols traversent les Pyrénées), 1875
- Weaning the Calves, 1879
- Relay Hunting, 1887
- 버팔로 빌 코디의 초상 Portrait of William F. Cody, 1889
- The Monarch of the herd, 1868

## 선별된 작품

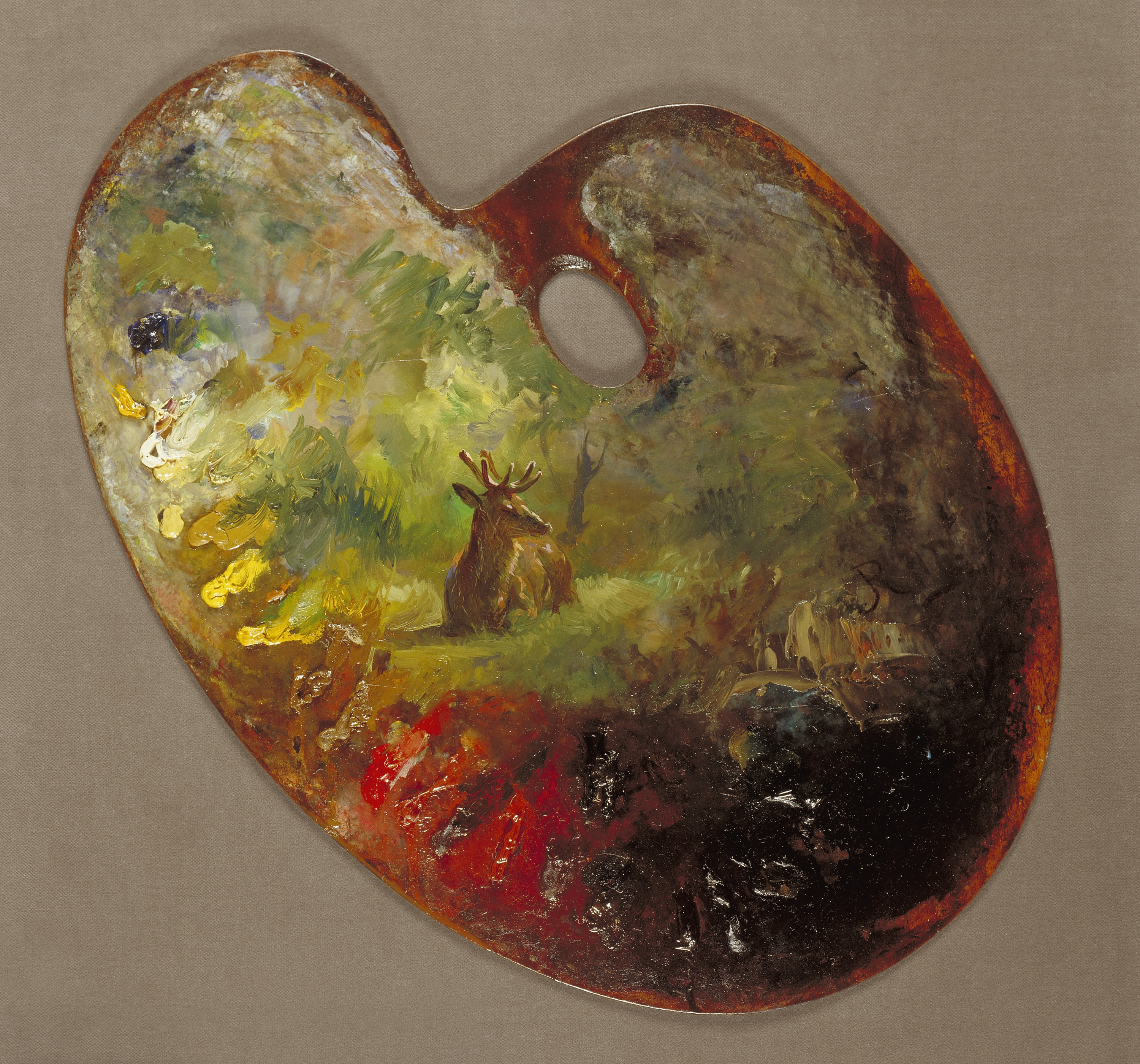
팔레트,[29] 카고 예술대학
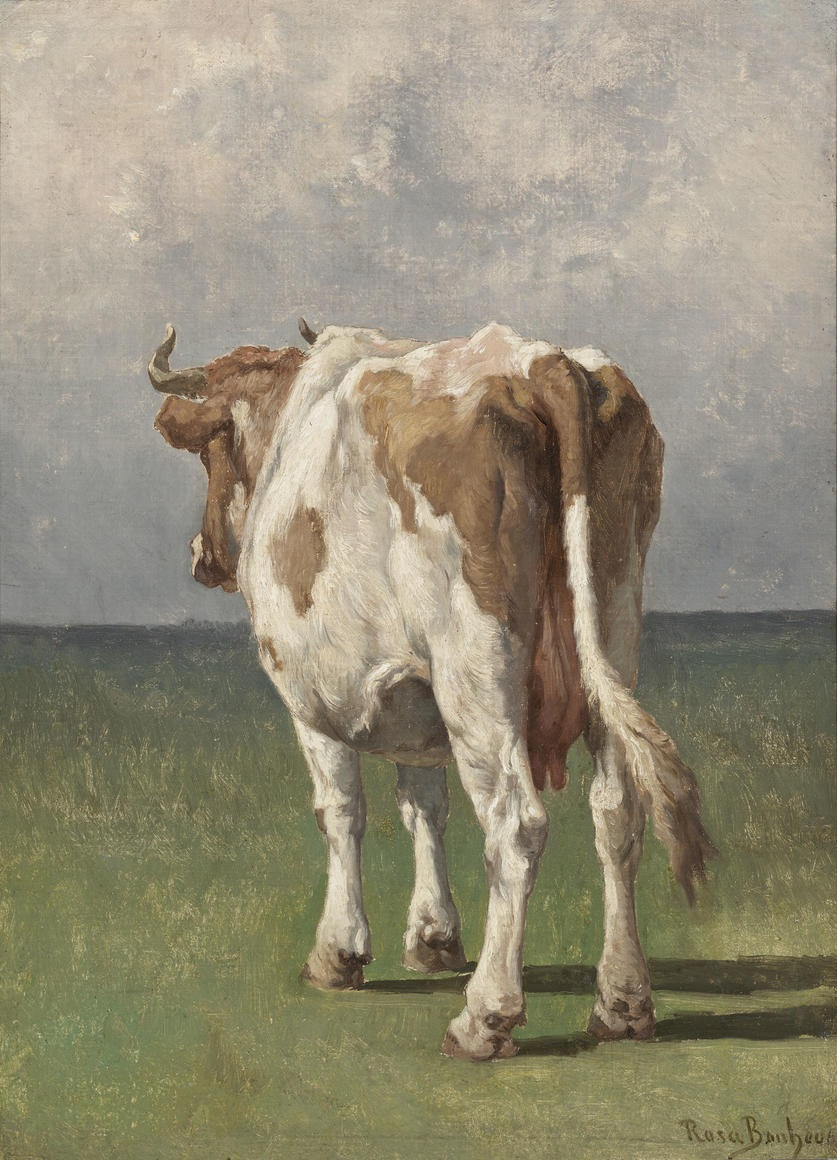
소 습작, Figge Art Museum
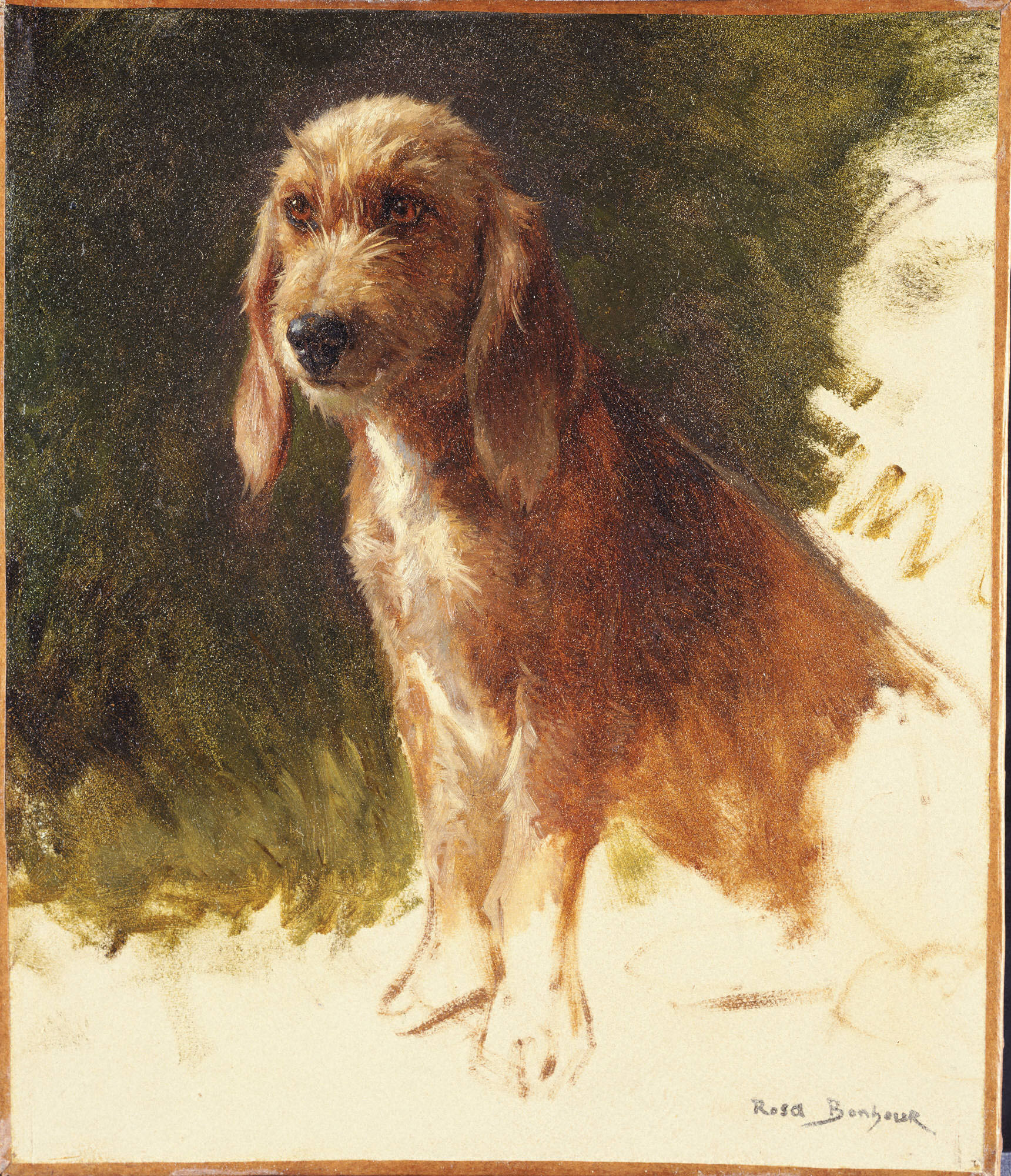
개 습작, 1860년 추정 프린스턴대학교 미술관
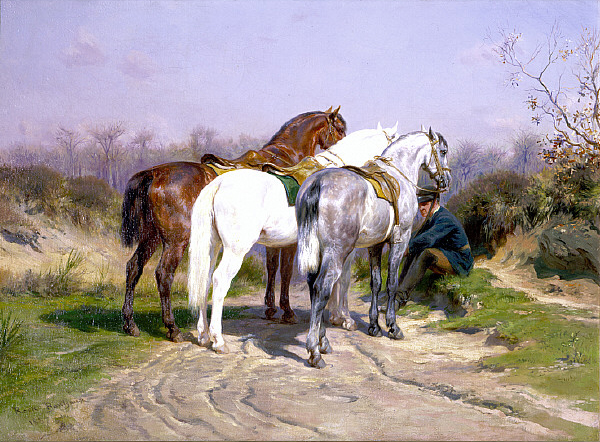
릴레이 사냥
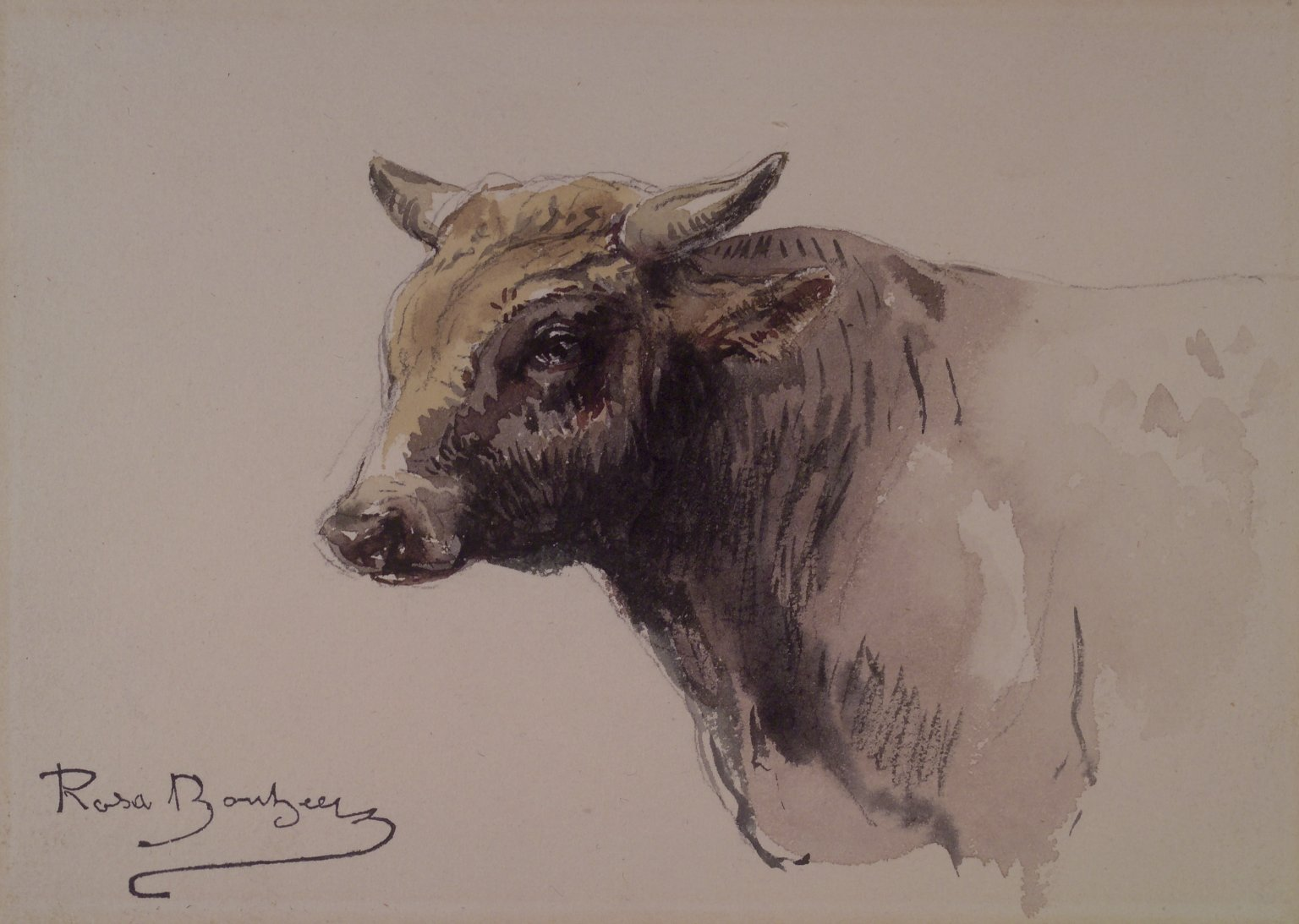
황소의 머리, 브루클린 박물관
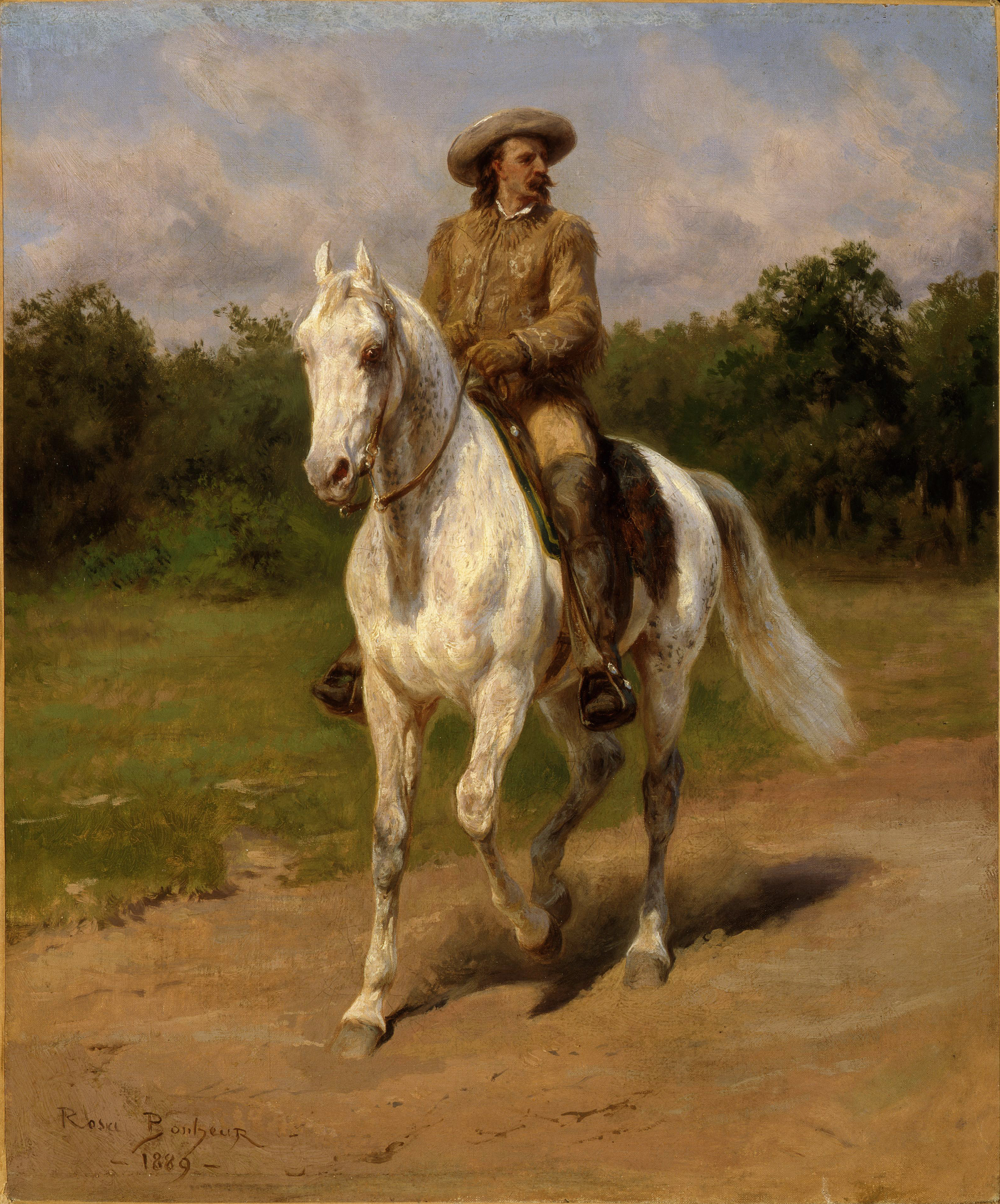
'버팔로 빌' 코디의 초상, 1889년
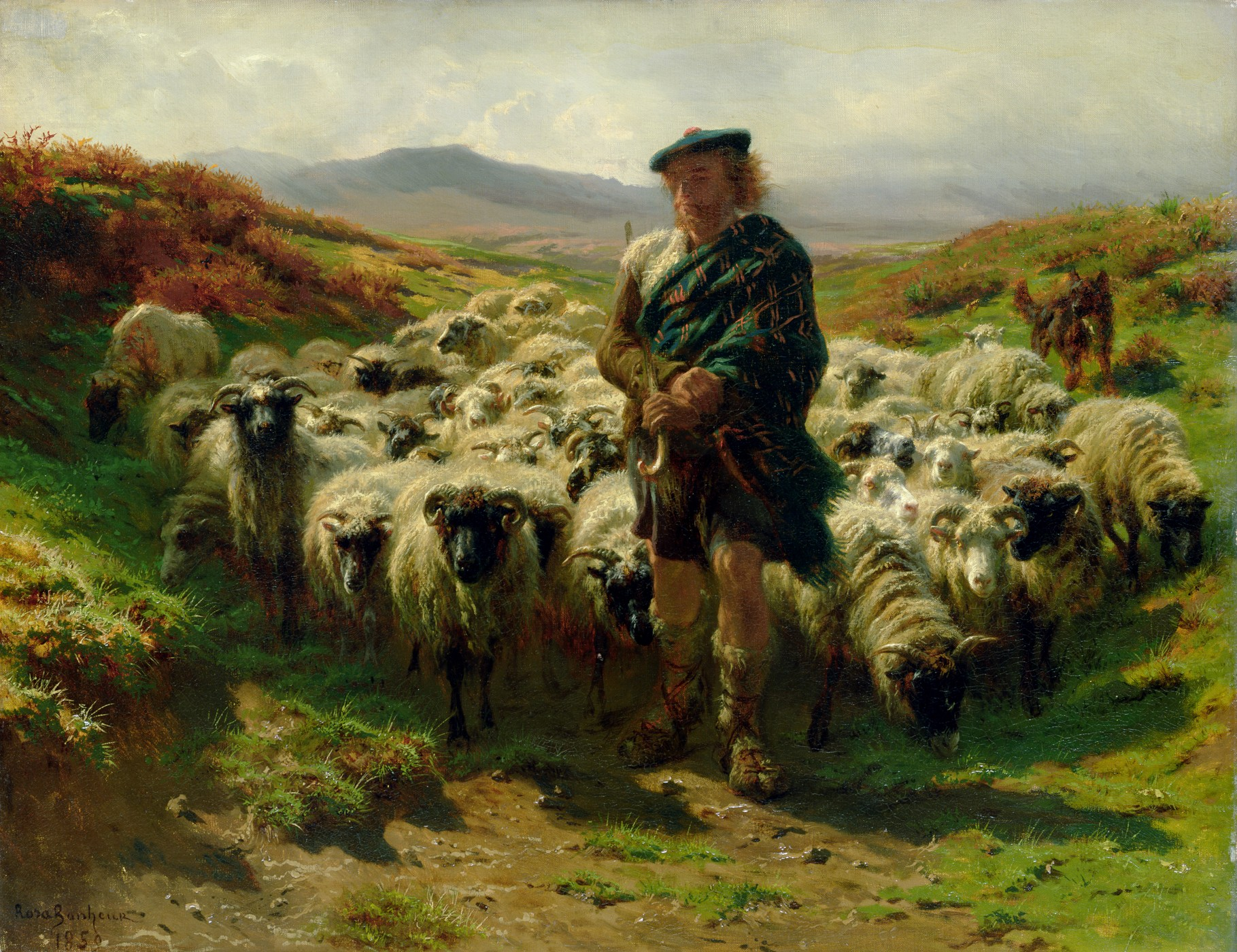
고원의 양치기'
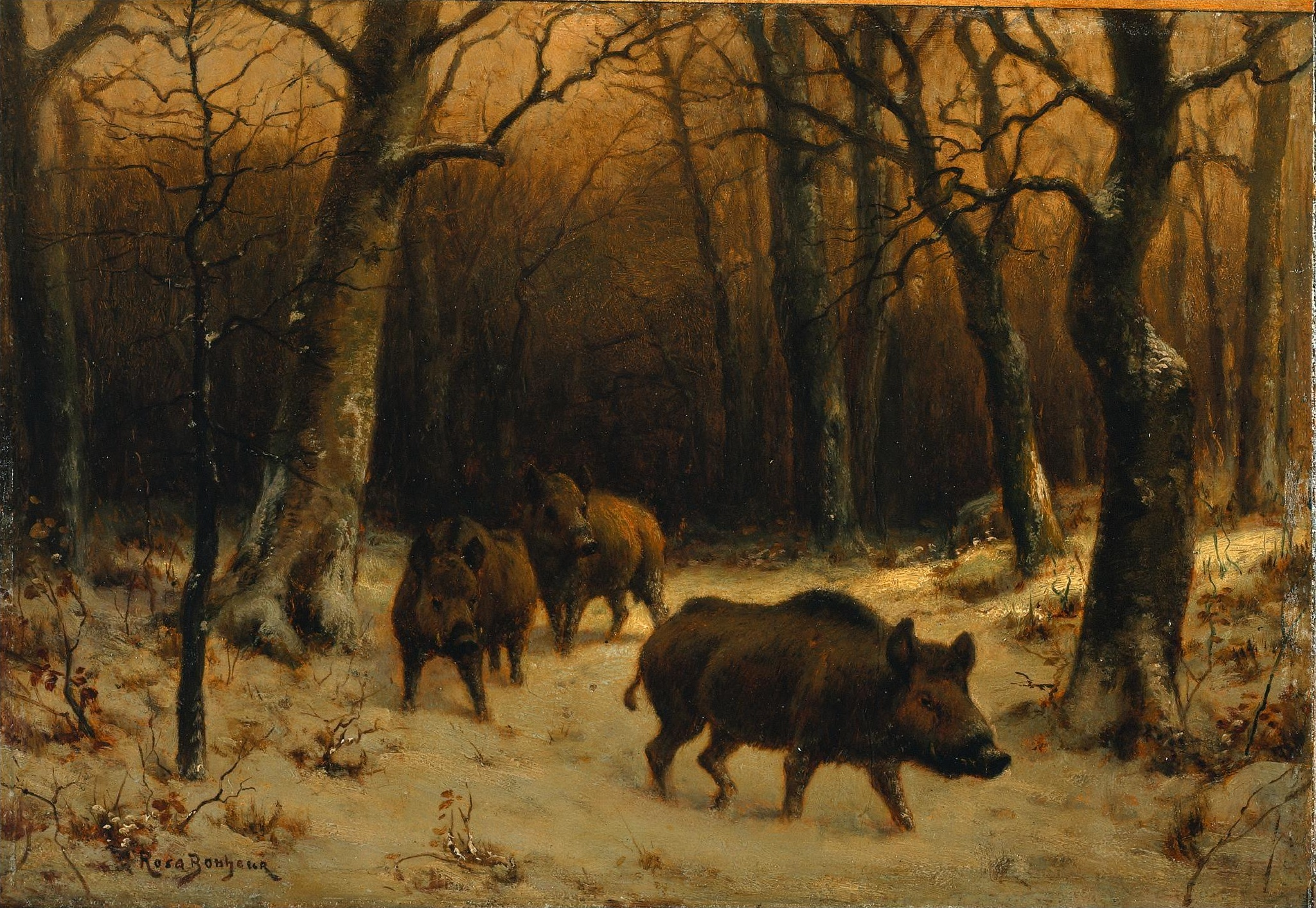
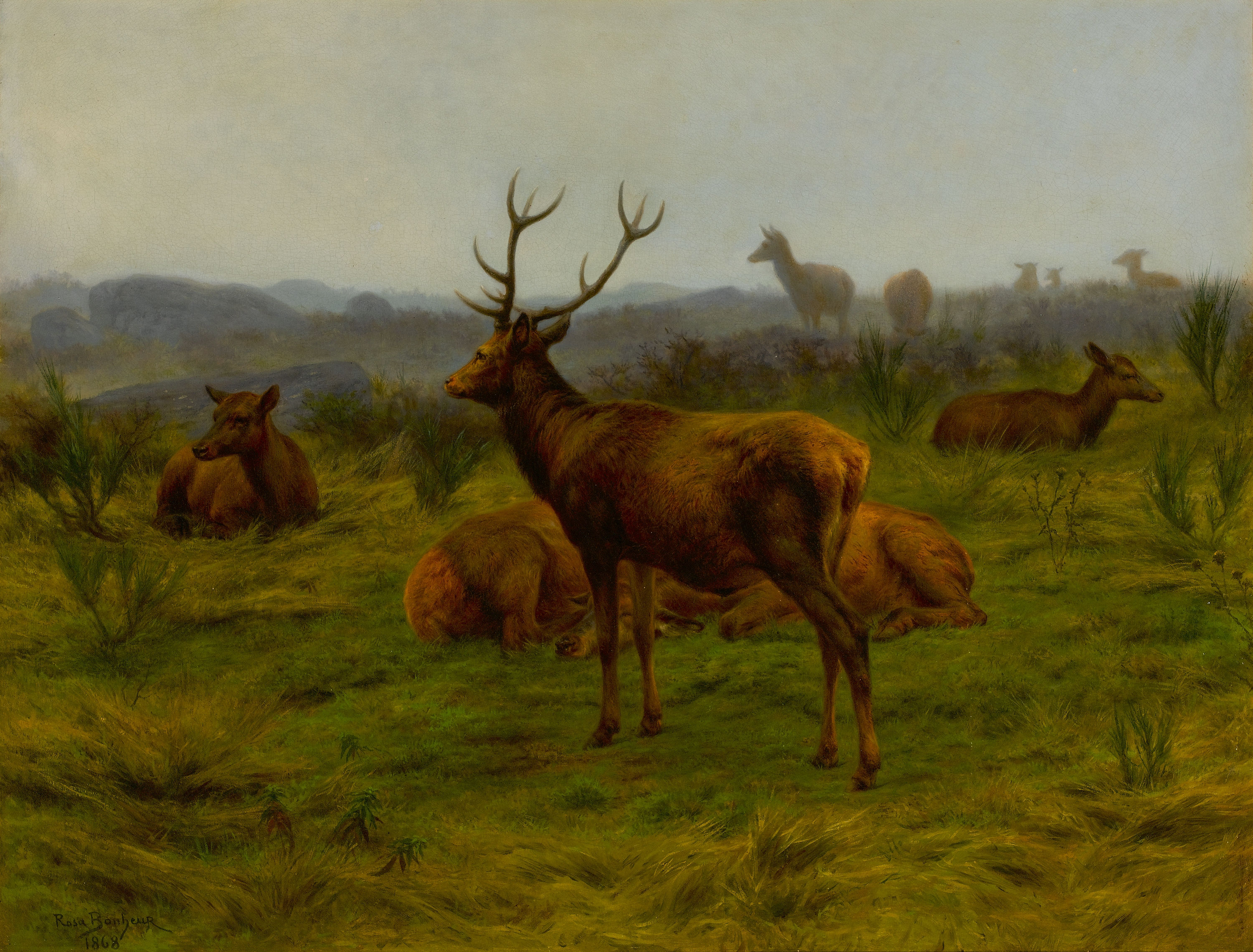
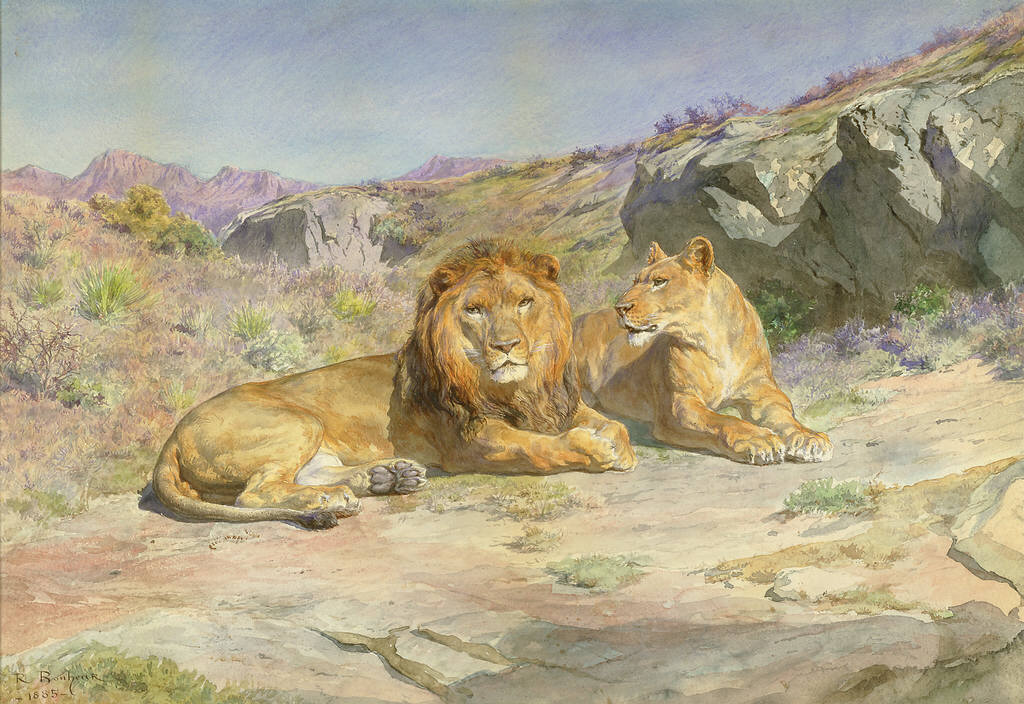

## 다른 이미지

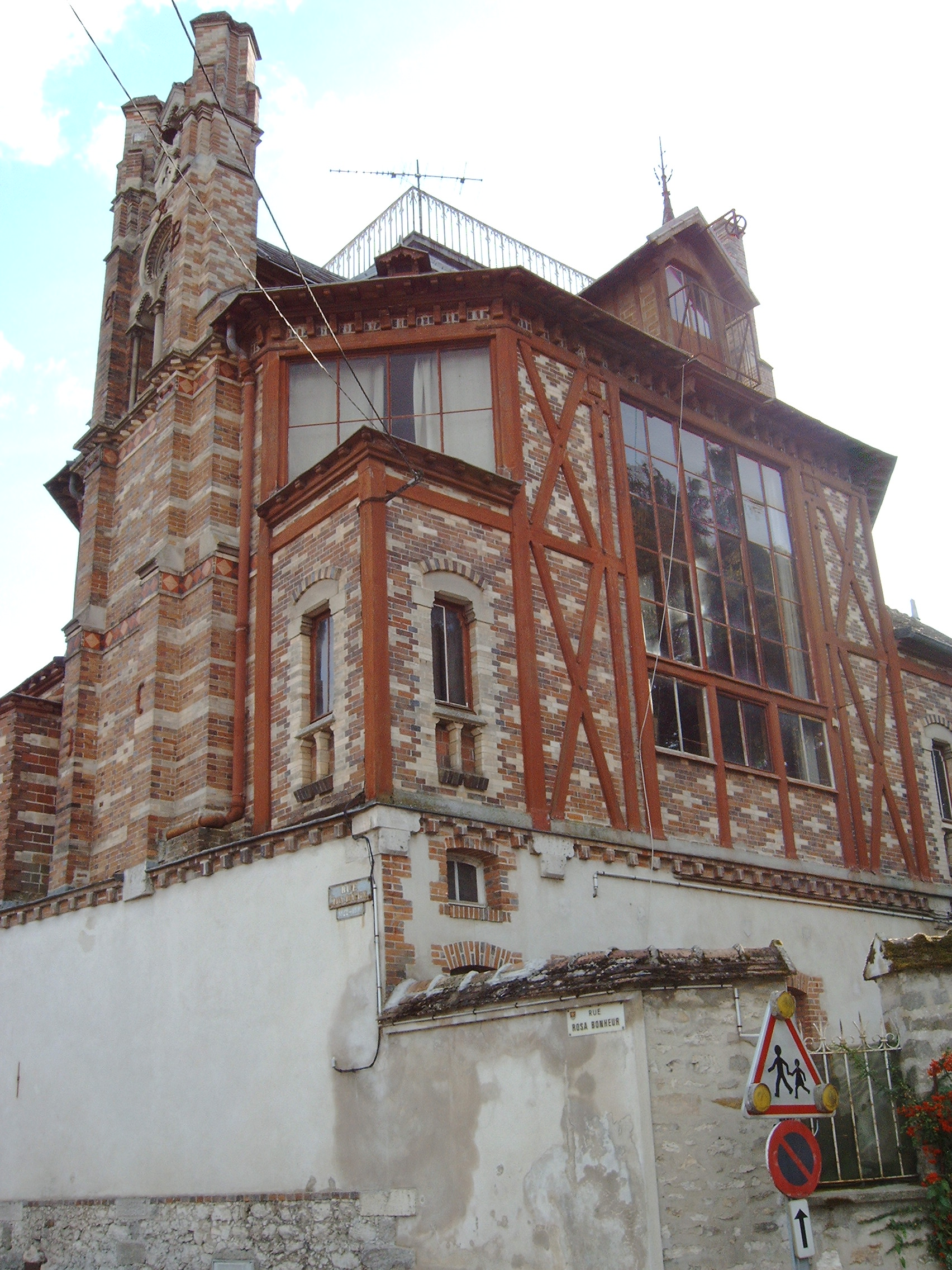
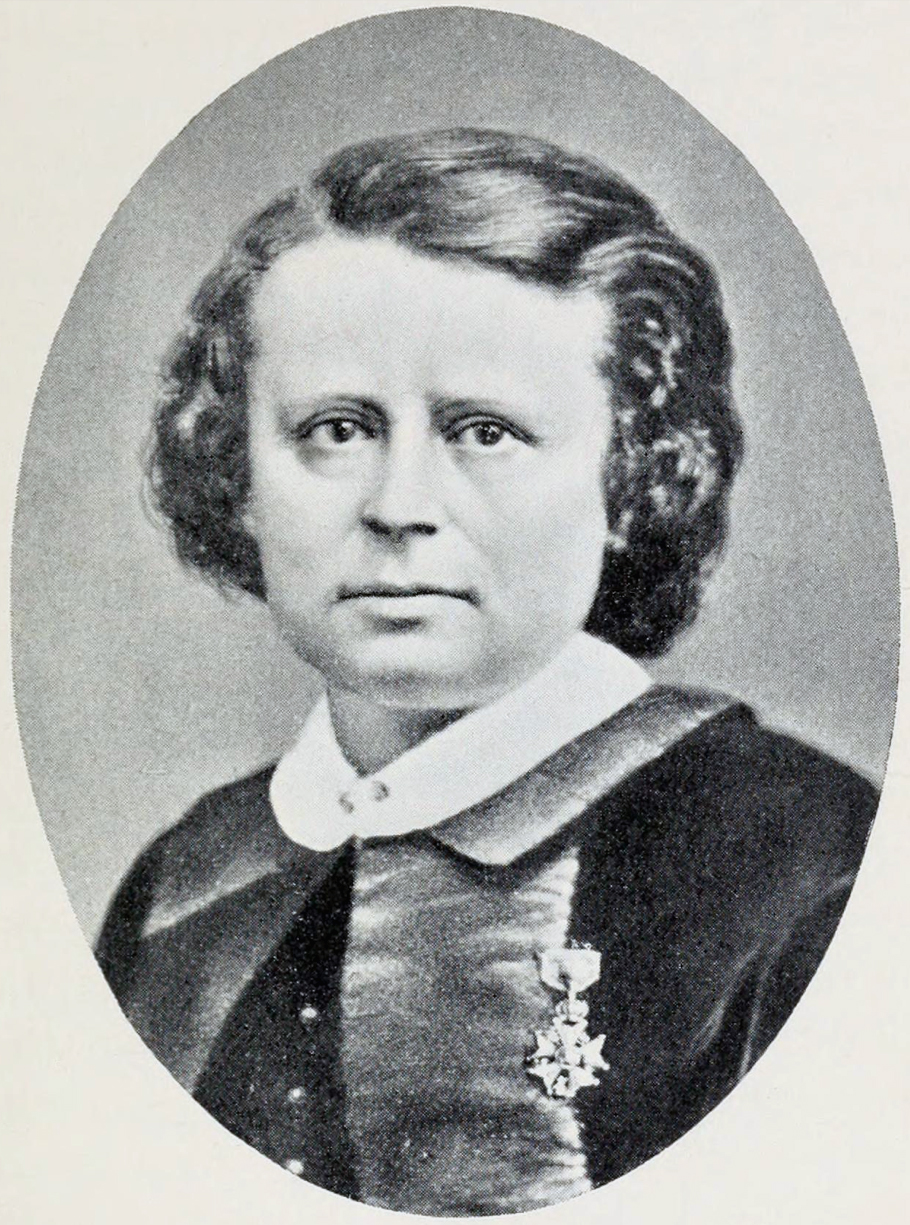
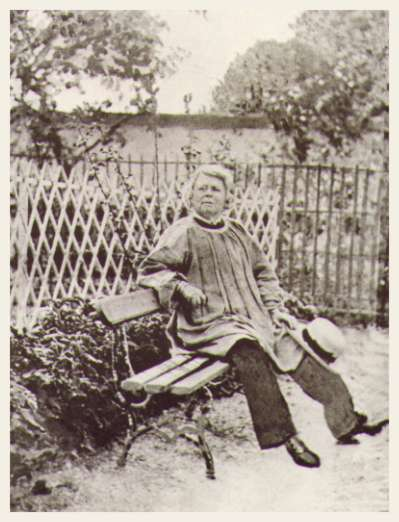
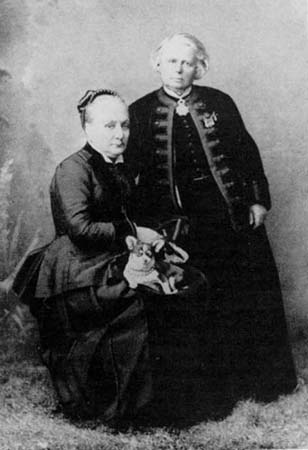

## 참조
- 로자 브뢰르 기념 공원
- 여성 예술가